# Xantippa
Xantippa (řecky Ξανθίππη) byla manželkou filozofa Sókrata. Dle tradice šlo o hašteřivou ženu.
Xantippa měla se svým mužem tři syny. O této ženě existuje mnoho nedostatečně doložených příběhů a údajů. Jedním z nich je také to, že byla až o čtyřicet let mladší než Sókratés. Byla známá díky svému velmi ostrému jazyku. Říkalo se, že to je jediná bytost, která v diskusi zvítězí nad Sókratem. Když po jedné hádce vyprázdnila nočník na Sókratovu hlavu, filozof jen stroze poznamenal: „Po hromu se obvykle spustí déšť“. Její jméno s sebou nosí přídomek plísnění, hubování, nadávání, vadění, obzvlášť u hašteřivých žen. Stalo se synonymem pro zlou a hádavou ženu. Podle Platóna – dialog Faidón – se Xantippa loučila se Sókratem ve vězení před jeho smrtí, tedy jej přežila. (Sám Platón pak nikde neuvádí, že by Xantippa byla zlá.)
Díogenés Laertios zmiňuje, že Sókratés během svého manželství s Xantippou žil ještě s druhou ženou Myrto (podle v té době platného zákona, jež pro nedostatek mužů umožňoval athénským mužům být ženatý s jednou ženou a mít děti s jinou ženou). Plútarchos tvrdí, že se Sókratés chudé vdovy Myrto pouze ujal, protože byla vnučkou jím obdivovaného politika Aristida, a nechal ji žít ve svém domě. Ani Platón, ani Xenofón, Sókratovi žáci, se ve svých dílech o Myrto nezmiňují.
Sókratés se zmiňoval o tom, že když se naučil žít s Xantippou, dovedl by se vypořádat s kterýmkoli jiným člověkem právě tak, jako krotitel koní je po zkrocení opravdu divokých zvířat schopen jednoduše nakládat se zvířaty klidnými. Na její adresu rád vtipkoval. Například: Dostaneš-li dobrou ženu, budeš výjimkou, dostaneš-li zlou, staneš se filozofem. (V jiné verzi: Jenom se ožeň, beze všeho. Dostaneš-li dobrou ženu, budeš šťastný, dostaneš-li zlou, staneš se filozofem.)
Xanthippe znamená „plavý kůň“ (blond, světlý), ze starořeckého ξανθός „xanthos“ (blond) a ‘ιππος „íppos“ (kůň). Existuje celá řada jmen, s podobným základem: Filippos: „Milující koně“; Hippokratés: „krotitel koní“.

## Výskyt v literatuře
William Shakespeare ji oživil ve hře Zkrocení zlé ženy (The Taming of the Shrew) roku 1594, kde Petruccio srovnává Kateřinu, že je „jako Sókratova Xantippa nebo horší“ v prvním aktu druhé scény.
Romanopisec Henry Fielding ji popsal jako madam Partridgeovou.
 
Anglický Viktoriánský básník Amy Levy napsal dramatický monolog nazvaný „Xantippe“.
V básni od Michella Cliffa „Zahrada“ si hrdina obléká tričko „Xantippa“.
Filozof Daniel Dennett pojmenoval svou námořní loď „Xanthippe“.